# Chilehaus
Chilehaus (Čilska hiša) je desetnadstropna poslovna stavba s pisarnami v Hamburgu v Nemčiji. Ta velika oglata stavba ima tloris približno 6000 m², stoji na ulici Fischertwiete v četrti Kontorhausviertel. Gre za izjemen primer posebnega sloga arhitekture - opečnega ekspresionizma iz 1920-ih. Zasnoval jo je nemški arhitekt Fritz Höger, po njegovih načrtih je bila zgrajena leta 1924.

## Opis
Stavba Chilehaus je znana po vrhu, ki spominja na ladijski premec, in fasado, ki se srečuje z zelo ostrim kotom na vogalu Pumpen- in Niedernstrasse. Najboljši pogled na stavbo je z vzhoda. Zaradi poudarjenih navpičnih elementov in nišami v zgornjih nadstropjih, kot tudi ukrivljeno fasado na Pumpenstrasse, stavba kljub ogromni velikosti daje vtis lahkotnosti.
Ima armiranobetonsko konstrukcijo in je bila zgrajena iz 4,8 milijona temnih oldenburških opek. Stavba je zgrajena na zelo težkem terenu, zato so morali zgraditi 16 metrov globoke armiranobetonske pilite.
V neposredni bližini reke Labe je bila potrebna posebej vodotesna klet, ogrevalna oprema pa je bila zgrajena v kesonu, ki lahko plava znotraj stavbe, za varovanje pred poškodbami v primeru poplave.
Kiparske elemente na stopniščih in na fasadi je izdelal kipar Richard Kuöhl. Znana je tudi kot ena od redkih preostalih stavb z delujočim paternosterjem na svetu.

## Zgodovina
Stavbo Chilehaus je zasnoval arhitekt Fritz Höger in je bila zgrajena med letoma 1922 in 1924. Naročil jo je ladijski magnat Henry B. Sloman iz Čila, ki je svoje bogastvo ustvaril s trgovino z solitrom. Od tod ime Chilehaus. Stroške gradnje je težko določiti, saj je bila stavba zgrajena v času hiperinflacije, ki je prizadela Nemčijo v začetku 1920-ih, vendar je ocenjena na več kot 10 milijonov reichsmark. Trenutno je v lasti nemške nepremičninske družbe Union Investment Real Estate AG. Hamburška podružnica organizacije Instituto Cervantes je eden od najemnikov.

## Galerija
- Chilehaus ponoči
- Kontorhausviertel
- Vhod A
- Detajl fasade
- Kondor, narodna ptica Čila.
- Ornamenti
- Dvorišče